# Сіті-Темзлінк (станція)
51°30′59″ пн. ш. 0°06′13″ зх. д. / 51.5163° пн. ш. 0.1037° зх. д.
Сіті-Темзлінк (англ. City Thameslink) —  станція Лондонського залізничного вузла з виходами на Лудгейт-хілл та віадук Голборн, на заході Сіті.
Однопрогінна станція мілкого закладення з двома береговими платформами.
Пасажирообіг на 2017 рік — 6.339 млн 
Хоча це транзитна станція, вона класифікується як станція відправлення потягів на південь . Знаходиться у 1 тарифній зоні

## Пересадки
На автобуси оператора London Buses маршрутів 4; 11; 15; 17; 23; 26; 76; 172, 15H та нічні N11, N15, N21, N26, N76, N199 з зупинки на Лудгейт-хілл, та маршрутів 8; 25; 242; 521 та нічний маршрут N8 з зупинками на віадуці Голборн